# Аденін
Адені́н — похідна пурину, одна з двох пуринових основ, які використовуються в утворенні нуклеотидів нуклеїнових кислот ДНК та РНК. У ДНК аденін зв'язується з тиміном через два водневі зв'язки, що допомагає стабілізувати структуру нуклеїнової кислоти. У РНК аденін зв'язується з урацилом.
|                                        |                                        |
| Водневі зв'язки в парі основ A-T (ДНК) | Водневі зв'язки в парі основ A-U (РНК) |

Аденін формує декілька таутомерів — речовин, які можуть бути швидко перетворені одна в одну і часто вважаються еквівалентними.
Аденін формує аденозин, нуклеозид, коли зв'язується з рибозою, і дезоксиаденозин, коли зв'язується з дезоксирибозою. Він також формує аденозинтрифосфат (АТФ) — нуклеотид, який має три фосфатні групи, додані до аденозину. АТФ використовується в клітинному метаболізмі як один з основних методів передачі хімічної енергії між хімічними реакціями.
У старій науковій літературі аденін іноді називається вітаміном B4. Проте він більше не розглядається як частина вітаміну B.
Вважається, що при зародженні життя на Землі перший аденін був сформований полімеризацією п'яти молекул ціаніду водню (HCN).
За результатами експедиції космічного корабля NASA на астероїд Бенну, в зразках ґрунту, доставленого з астероїду, було виявлено багатий набір мінералів і рідкісних органічних сполук, зокрема 14 із 20 амінокислот, які життя на Землі використовує для побудови білків, а також всі чотири кільцеподібні молекули, що утворюють ДНК, у тому числі аденін, гуанін, цитозин і тимін.

Нумерація атомів в молекулі аденіну